# Vittoria Cocito
Vittoria Cocito (Turín, 16 de septiembre de 1891 - Turín, 1 de julio de 1971) fue una pintora e ilustradora italiana.

## Biografía
Nacida en Turín en el seno de una familia de clase media alta, no se le permitió asistir a la academia, considerada en su momento "no apta para mujeres jóvenes"; sin embargo, estudió pintura de manera privada con Cesare Ferro. Cocito comenzó en la Promotrice delle Belle Arti en Turín en 1911, con Retrato de una Mujer, donde exhibiría varias veces a lo largo de su carrera. También expuso en el Permanente en Milán, en Nápoles, en el Amici dell'Arte ("Amigos del arte") en Turín y en la Secesión romana recibiendo varios premios.
Como ilustradora, se dedicó principalmente a libros para niños, como los cuentos de Andersen, Il fanciullo di Galilea (El niño de Galilea) y Credere (Creyente). En 1913 conoció al pintor Domenico Buratti, con quien se casó, a pesar de las objeciones de su familia, en 1920, de quien tuvo tres hijas: Vanna, Chiaretta y Lella.
Murió en Turín el 1 de julio de 1971.